# Thibaut Karsenty
Thibaut Karsenty, né le 31 octobre 1981, est un handballeur français.

## Biographie
Thibaut Karsenty débute en Division 1 avec l'US Créteil. A dix-sept ans, il joue son premier match à ce niveau. Il est alors formé à l'INSEP et gagne alors 500 francs par mois, plus 300 autres de prime quand il fait le banc en D1.
En 2001, Thibaut Karsenty s'engage avec l'UMS Pontault-Combault HC. En septembre 2003, Karsenty est le meilleur buteur de Division 1 avec douze buts en deux rencontres, qui plus est face à Montpellier et Chambéry. L'ailier dit « poids plume » est alors le plus léger du championnat de D1. En même temps que son emploi de joueur professionnel, Karsenty est programmateur culturel à la mairie de Pontault-Combault. Il reste au club jusqu'en 2006.
En début de saison 2006-2007, Thibaut Karsenty est en contacts avancés pour signer à Tremblay-en-France (D2) mais cela ne se fait pas. Sans club, il signe à Villemomble en Nationale 2 (D4). En janvier 2007, Karsenty s'engage avec le HBC Nantes. Le club entraîné par Stéphane Moualek, ex-coéquipier à Pontault-Combault, est en contact avec lui depuis la dernière intersaison. Il quitte alors tout, la région parisienne, femme et enfant et son emploi d'animateur culturel à la mairie de Pontault-Combault.
Au « H », Karsenty passe ses diplômes d'entraîneurs et bénéficie d'un contrat pluri-actif. Il est à la fois joueur professionnel avec le même volume d'activité que ses coéquipiers et, en parallèle, agent de développement sportif au Comité de Loire-Atlantique de handball. Il est aussi en disponibilité de la fonction publique territoriale. À partir de la saison 2008-2009, il s'investit dans un projet sportif en milieu carcéral. Il y anime des séances d'entraînement pour dix-huit détenus à raison d'une séance hebdomadaire. Lors de la saison 2009-2010, il joue peu, arrivant en fin de contrat, il sait tôt dans la saison qu'il ne sera pas conservé. En janvier 2010, Thibaut Karsenty se met d'accord avec Bruno Martini pour rejoindre le Paris Handball, mais pour des raisons administratives l'affaire échoue. Arrivé au mois de mai 2010, il ne sait toujours pas dans quel club il sera la saison suivante et quitte Nantes.
L'ancien Cristollien veut alors s'ouvrir à de nouveaux horizons sportif et professionnel. Il possède des contacts en D2 et en N1, mais veut surtout concilier le projet sportif et professionnel avec sa situation familiale. Rezé lui propose un contrat d'entraîneur-joueur, La Roche-sur-Yon est aussi intéressé. Financièrement, il essaye de placer de l'argent et investit dans l'immobilier en louant un appartement à Paris.
Finalement, Thibaut Karsenty rejoint Chartres Mainvilliers HB alors en Nationale 1. Lors de la signature, il est évoqué une possibilité de reconversion avec le président Philippe Besson. Mais tout de suite, il prend un poste à temps partiel à la mairie de Chartres. Au terme de sa première saison, il est élu meilleur demi-centre de la poule 1.
Durant l'été 2013, lui et son coéquipier Ghennadii Solomon sont retenus dans une sélection tricolore encadrée par Claude Onesta pour le premier tournoi de handball des « Maccabiah Games » en Israël. Dans cette compétition réservée à la communauté juive, qu'ils peuvent disputer du fait d'ascendances familiales, les deux Chartrains et les Bleus décrochent l'or grâce à trois succès.
Pour la saison 2013-2014, un poste de manager général à mi-temps est créé au sein du club et proposé à Karsenty qui l'accepte. Dans la pratique, l'ancien Nantais prend en charge la logistique pour les déplacements, la partie équipementier, la relation avec les partenaires et entraîne sur une équipe de jeunes, toujours en cumule avec son statut de joueur semi-professionnel du coup. Il suit par ailleurs la formation de manager général de club sportif professionnel dispensée à Limoges pendant deux ans et à laquelle prend part également Zinédine Zidane.
En janvier 2015, le club chartrain doit se passer de son ailier pendant trois à quatre mois. Le joueur doit alors se faire opérer d'une déchirure du ménisque contractée à l'entraînement. Au terme de la saison 2014-2015, Thibaut Karsenty prend sa retraite sportive et devient manager général du club à plein temps.

## Palmarès
- Vainqueur du Championnat de France de Division 2 (1) : 2008